# Elecciones al Parlamento Vasco de 1986
Las elecciones al Parlamento Vasco de 1986, que dieron paso a la III Legislatura, tuvieron lugar el 30 de noviembre de 1986. El Lendakari José Antonio Ardanza decidió adelantar las elecciones en mitad de la II Legislatura.

## Contexto político
Tras la creación del régimen autonómico vasco, hubo un gran debate en torno a qué modelo institucional había que desarrollar entre el Gobierno Vasco y las diputaciones forales. La coexistencia de la Ley de Territorios Históricos y el Estatuto de Guernica, estaba generando un doble desarrollo autonómico tanto a nivel provincial como regional. Esta situación generó una fuerte división en el seno del Partido Nacionalista Vasco (PNV). Por un lado el sector liderado por el Lendakari Carlos Garaikoetxea defendía un modelo institucional centralizado en el Gobierno Vasco, otorgando a las diputaciones forales un papel administrativo secundario. Por otro lado el sector liderado por el Euzkadi Buru Batzar, máximo órgano directivo del PNV, defendía un modelo territorial descentralizado, dándole un importante protagonismo institucional a las diputaciones forales.
Las discrepancias entre Carlos Garaikoetxea y la cúpula del PNV provocaron que el Lendakari dimitiese del cargo en 1985, siendo sustituido por José Antonio Ardanza. La ruptura se oficializó en 1986, cuando el sector afín a Carlos Garaikoetxea se pasó al grupo mixto y creó su propio partido para concurrir a las elecciones bajo el nombre de Eusko Alkartasuna.
Debido a que las tres circunscripciones vascas tienen el mismo número de escaños asignados con independencia de las diferencias en población, por primera vez en la historia del Parlamento Vasco, se dio la paradoja que el partido más votado no fuese la fuerza con mayor número de representantes. Concretamente el PNV fue el partido más votado (23,7% de votos y 17 escaños), mientras que el Partido Socialista de Euskadi fue la fuerza con mayor número de escaños (22% de votos y 19 escaños).

## Resultados
| ← Elecciones al Parlamento Vasco de 1986 → |                                                                      |                      |         |       |         |     |
| Lendakari y gobierno | Partido                                                              | Candidato            | Votos   | %     | Escaños | +/- |
| - Lendakari: José Antonio Ardanza - Gobierno: EAJ-PNV y PSE - Censo: 1.660.143 - Votantes: 1.155.815 (69,6%) - Abstención: 504.328 (30,4%) - Válidos: 1.149.078 - A candidatura: 1.144.075 (99,6%) | Euzko Alderdi Jeltzalea-Partido Nacionalista Vasco (EAJ-PNV)         | José Antonio Ardanza | 271.208 | 23,71 | 17      | -15 |
| - Lendakari: José Antonio Ardanza - Gobierno: EAJ-PNV y PSE - Censo: 1.660.143 - Votantes: 1.155.815 (69,6%) - Abstención: 504.328 (30,4%) - Válidos: 1.149.078 - A candidatura: 1.144.075 (99,6%) | Partido Socialista de Euskadi (PSE-PSOE)                             | Txiki Benegas        | 252.233 | 22,05 | 19      | =   |
| - Lendakari: José Antonio Ardanza - Gobierno: EAJ-PNV y PSE - Censo: 1.660.143 - Votantes: 1.155.815 (69,6%) - Abstención: 504.328 (30,4%) - Válidos: 1.149.078 - A candidatura: 1.144.075 (99,6%) | Herri Batasuna (HB)                                                  | Iñaki Esnaola        | 199.900 | 17,47 | 13 a    | +2  |
| - Lendakari: José Antonio Ardanza - Gobierno: EAJ-PNV y PSE - Censo: 1.660.143 - Votantes: 1.155.815 (69,6%) - Abstención: 504.328 (30,4%) - Válidos: 1.149.078 - A candidatura: 1.144.075 (99,6%) | Eusko Alkartasuna (EA)                                               | Carlos Garaikoetxea  | 181.175 | 15,84 | 13      | +13 |
| - Lendakari: José Antonio Ardanza - Gobierno: EAJ-PNV y PSE - Censo: 1.660.143 - Votantes: 1.155.815 (69,6%) - Abstención: 504.328 (30,4%) - Válidos: 1.149.078 - A candidatura: 1.144.075 (99,6%) | Euskadiko Ezkerra (EE)                                               | Juan María Bandrés   | 124.423 | 10,88 | 9       | +3  |
| - Lendakari: José Antonio Ardanza - Gobierno: EAJ-PNV y PSE - Censo: 1.660.143 - Votantes: 1.155.815 (69,6%) - Abstención: 504.328 (30,4%) - Válidos: 1.149.078 - A candidatura: 1.144.075 (99,6%) | Coalición Popular (AP - PL)                                          | Julen Guimón         | 55.606  | 4,86  | 2 b     | -5  |
| - Lendakari: José Antonio Ardanza - Gobierno: EAJ-PNV y PSE - Censo: 1.660.143 - Votantes: 1.155.815 (69,6%) - Abstención: 504.328 (30,4%) - Válidos: 1.149.078 - A candidatura: 1.144.075 (99,6%) | Centro Democrático y Social (CDS)                                    | Jesús María Viana    | 40.445  | 3,54  | 2       | +2  |
| - Lendakari: José Antonio Ardanza - Gobierno: EAJ-PNV y PSE - Censo: 1.660.143 - Votantes: 1.155.815 (69,6%) - Abstención: 504.328 (30,4%) - Válidos: 1.149.078 - A candidatura: 1.144.075 (99,6%) | Ezker Batua-Izquierda Unida (EB-IU)                                  |                      | 6.750   | 0,59  | 0       |     |
| - Lendakari: José Antonio Ardanza - Gobierno: EAJ-PNV y PSE - Censo: 1.660.143 - Votantes: 1.155.815 (69,6%) - Abstención: 504.328 (30,4%) - Válidos: 1.149.078 - A candidatura: 1.144.075 (99,6%) | Partido Comunista de Euskadi-Euskadiko Partidu Komunista (PCE-EPK) c |                      | 5.675   | 0,50  | 0       |     |
| - Lendakari: José Antonio Ardanza - Gobierno: EAJ-PNV y PSE - Censo: 1.660.143 - Votantes: 1.155.815 (69,6%) - Abstención: 504.328 (30,4%) - Válidos: 1.149.078 - A candidatura: 1.144.075 (99,6%) | Partido Socialista de los Trabajadores (PST)                         |                      | 2.925   | 0,26  | 0       |     |
| - Lendakari: José Antonio Ardanza - Gobierno: EAJ-PNV y PSE - Censo: 1.660.143 - Votantes: 1.155.815 (69,6%) - Abstención: 504.328 (30,4%) - Válidos: 1.149.078 - A candidatura: 1.144.075 (99,6%) | Partido Humanista (PH)                                               |                      | 1.400   | 0,12  | 0       |     |
| - Lendakari: José Antonio Ardanza - Gobierno: EAJ-PNV y PSE - Censo: 1.660.143 - Votantes: 1.155.815 (69,6%) - Abstención: 504.328 (30,4%) - Válidos: 1.149.078 - A candidatura: 1.144.075 (99,6%) | Partido Obrero Socialista Internacionalista (POSI)                   |                      | 1.190   | 0,10  | 0       |     |
| - Lendakari: José Antonio Ardanza - Gobierno: EAJ-PNV y PSE - Censo: 1.660.143 - Votantes: 1.155.815 (69,6%) - Abstención: 504.328 (30,4%) - Válidos: 1.149.078 - A candidatura: 1.144.075 (99,6%) | Unidad Popular Republicana (UPR)                                     |                      | 1.102   | 0,10  | 0       |     |
| - Lendakari: José Antonio Ardanza - Gobierno: EAJ-PNV y PSE - Censo: 1.660.143 - Votantes: 1.155.815 (69,6%) - Abstención: 504.328 (30,4%) - Válidos: 1.149.078 - A candidatura: 1.144.075 (99,6%) | En blanco                                                            |                      | 5.003   | 0,43  | N/A     | N/A |
| - Lendakari: José Antonio Ardanza - Gobierno: EAJ-PNV y PSE - Censo: 1.660.143 - Votantes: 1.155.815 (69,6%) - Abstención: 504.328 (30,4%) - Válidos: 1.149.078 - A candidatura: 1.144.075 (99,6%) | Nulos                                                                |                      | 6.737   | 0,58  | N/A     | N/A |

a Ausentes durante toda la legislatura.

b Los 2 de AP.

c Sector afín a Santiago Carrillo.

### Por territorios históricos
| Resultados por territorios históricos |        |        |         |       |           |           |           |           |         |         |         |         |            |            |            |            |
| Partido                               | Álava  | Álava  | Álava   | Álava | Guipúzcoa | Guipúzcoa | Guipúzcoa | Guipúzcoa | Vizcaya | Vizcaya | Vizcaya | Vizcaya | País Vasco | País Vasco | País Vasco | País Vasco |
| Partido                               | Votos  | %      | Escaños | +/-   | Votos     | %         | Escaños   | +/-       | Votos   | %       | Escaños | +/-     | Votos      | %          | Escaños    | +/-        |
| EAJ-PNV                               | 28.103 | 20,2%  | 5       | 4     | 59.339    | 16,04%    | 4         | 7         | 183.766 | 28,94%  | 8       | 4       | 271.208    | 23,71%     | 17         | 15         |
| PSE-PSOE                              | 34.806 | 25,02% | 7       | =     | 74.040    | 20,01%    | 6         | =         | 143.387 | 22,58%  | 6       | =       | 252.233    | 22,05%     | 19         | =          |
| HB                                    | 17.912 | 12,88% | 3       | =     | 80.255    | 21,69%    | 6         | 1         | 101.733 | 16,02%  | 4       | 1       | 199.900    | 17,47%     | 13         | 2          |
| EA                                    | 20.349 | 14,63% | 4       | 4     | 85.905    | 23,22%    | 6         | 6         | 74.921  | 11,8%   | 3       | 3       | 181.175    | 15,84%     | 13         | 13         |
| EE                                    | 15.277 | 10,98% | 3       | 1     | 44.030    | 11,9%     | 3         | 1         | 65.116  | 10,25%  | 3       | 1       | 124.423    | 10,88%     | 9          | 3          |
| CP                                    | 9.584  | 6,89%  | 1       | 3     | 13.258    | 3,58%     | 0         | 1         | 32.764  | 5,16%   | 1       | 1       | 55.606     | 4,86%      | 2          | 5          |
| CDS                                   | 11.195 | 8,05%  | 2       | 2     | 8.863     | 2,4%      | 0         | =         | 20.387  | 3,21%   | 0       | =       | 40.445     | 3,54%      | 2          | 2          |
| En blanco                             | 799    | 0,57%  | N/A     | N/A   | 1.406     | 0,38%     | N/A       | N/A       | 2.798   | 0,44%   | N/A     | N/A     | 5.003      | 0,43%      | N/A        | N/A        |
| Nulos                                 | 892    | 0,63%  | N/A     | N/A   | 2.676     | 0,72%     | N/A       | N/A       | 3.169   | 0,49%   | N/A     | N/A     | 6.737      | 0,58%      | N/A        | N/A        |

## Investidura del lendakari
Ardanza fue elegido lendakari en primera votación por mayoría absoluta el 26 de febrero de 1987 con los votos de PNV, PSE-PSOE y CDS. Por primera vez HB presentó un candidato que, sin embargo, no recibió ningún voto ya que tras exponer su programa los diputados de HB abandonaron el Parlamento.
| Fecha                                                     | Voto                           |    |    |    |    |   |   |   | Total |
| --------------------------------------------------------- | ------------------------------ | -- | -- | -- | -- | - | - | - | ----- |
| 26 de febrero de 1987 Mayoría requerida: Absoluta (38/75) | José Antonio Ardanza (EAJ-PNV) | 17 | 19 |    |    |   |   | 2 | 38/75 |
| 26 de febrero de 1987 Mayoría requerida: Absoluta (38/75) | Juan Carlos Yoldi (HB)         |    |    |    |    |   |   |   | 0/75  |
| 26 de febrero de 1987 Mayoría requerida: Absoluta (38/75) | En blanco                      |    |    |    | 13 | 9 | 2 |   | 24/75 |
| 26 de febrero de 1987 Mayoría requerida: Absoluta (38/75) | Ausentes                       |    |    | 13 |    |   |   |   | 13/75 |